# 狗仔粉
狗仔粉是1950年代至1960年代於香港出現的一種街頭小吃，以粘米製成，麵條形狀與狗的尾巴相似，並製作成粉麵販售。雖然狗仔粉在香港一直普遍認為是低下階層的食品，其命名也難登大雅之堂，但著名的飲食雜誌米芝蓮指南卻把這種香港粉麵收錄為推介食品。

## 出現
狗仔粉作為香港低下階層的食品，其原創者是誰實際上已沒有可靠證據而不能考證，但狗仔粉出現的背景，大都與香港所經歷的經濟困境有關。其中一種說法是戰後初期的香港仍是發展中地區，大部分居民的收入都處於低下水平，貧苦階層便以熱水混合粘米粉搓成條狀，再煮滾後進食。另一種說法認為狗仔粉是「救濟粉」而來，是抗日戰爭的時候，香港出現物資短缺，人們沒什麼東西可吃，有救濟機構就把這些粉派發給民眾。

## 製作
狗仔粉的麵條約有半隻手指粗，粉條尖頭尖尾，像唐狗尾巴，故稱為「狗仔粉」，又簡稱「粉仔」。麵條製作完成後，先放入熱水煮滾，再把水分隔去。之後麵條會放入另一鍋已煮好的麵湯再次煮滾。麵湯的主要材料包括洋葱、蝦皮、冬菇及豬油渣。煮滾後便可以碗盛放，然後加上葱花、菜脯及豬油渣等配菜。
另一套做法是先準備所有材料：水、269克粘米粉兩份、少許澄麵、濃湯寶（豬骨湯味）、洋葱、蝦米仔、冬菇、豬油渣、葱花、菜脯、及蝦皮。燒熱鑊爆香乾葱，下蝦皮炒至金黃色作湯料。加入三碗水及269克粘米粉，拌勻煮至沒粉粒，熄火。再倒入269克粘米粉及少許澄麵，趁熱搓至混合。可加適量熱水或粘米粉調節粉糰乾濕度。將麵糰分成小份，輾至約一厘米厚，切成約一厘米粗、七厘米長的條狀，可撒少許粘米粉以免麵條黏着。湯底方面，先把濃湯寶煮溶，加入洋葱、蝦米仔、冬菇、豬油渣煮成湯底。把剛才弄好的狗仔粉放在滾水淥10分鐘，加湯料，再煮約10分鐘，間中攪拌能以免麵條黏在一起，令狗仔粉更易淥。熄火後，加入葱花、豬油渣、菜脯即可享用。

## 現在
狗仔粉過去曾經是香港低下階層的果腹食品，隨著1970年代香港的經濟迅速發展，市民收入普遍增加，市面上供應的食品也變得豐富，於是狗仔粉便如同油渣麵、豬油撈飯等下欄食品，漸漸走向式微，現在只有少部分大牌檔仍有售賣狗仔粉。雖然狗仔粉的材料簡單，價格相宜，但加入了菜脯及豬油渣等配料，吃起來別有風味，更有食肆因為狗仔粉而登上知名的米芝蓮指南。

## 類似食品
中國還有一種類似食品，例如廣州人有種稱為廣州瀨粉的食物，傳說始於1850年代。是著名的傳統老西關小吃，原創地是中山。為廣東常見的食品。廣州瀨粉與香港、澳門的港式瀨粉做法完全不同 但賣相外表卻很相似。
狗仔粉與銀針粉的麵條形狀雖然類似，但兩者起源和成份都不一樣，屬於不同食物。